# 高山白腹鼠
高山白腹鼠（學名：Niviventer culturatus）為臺灣特有種，日治時代又稱為阿里山鼠，主要分布於2,000公尺以上的山區。

## 形態
眼睛大而突出，鬍鬚多而長。背部成黑色，毛質柔密，腹部有白色柔而細的短毛，尾巴比身體還長，環節明顯，上部成灰黑色，下部成白色，末段有一截為白色。

## 棲地
高山白腹鼠屬於夜行性動物，偏好森林與森林草地交界處，擁有爬樹能力，可在森林底層或中上層活動。

## 食性
高山白腹鼠為雜食性動物，喜歡吃植物的嫩葉、芽或地下莖等。